# Guerra di Canudos

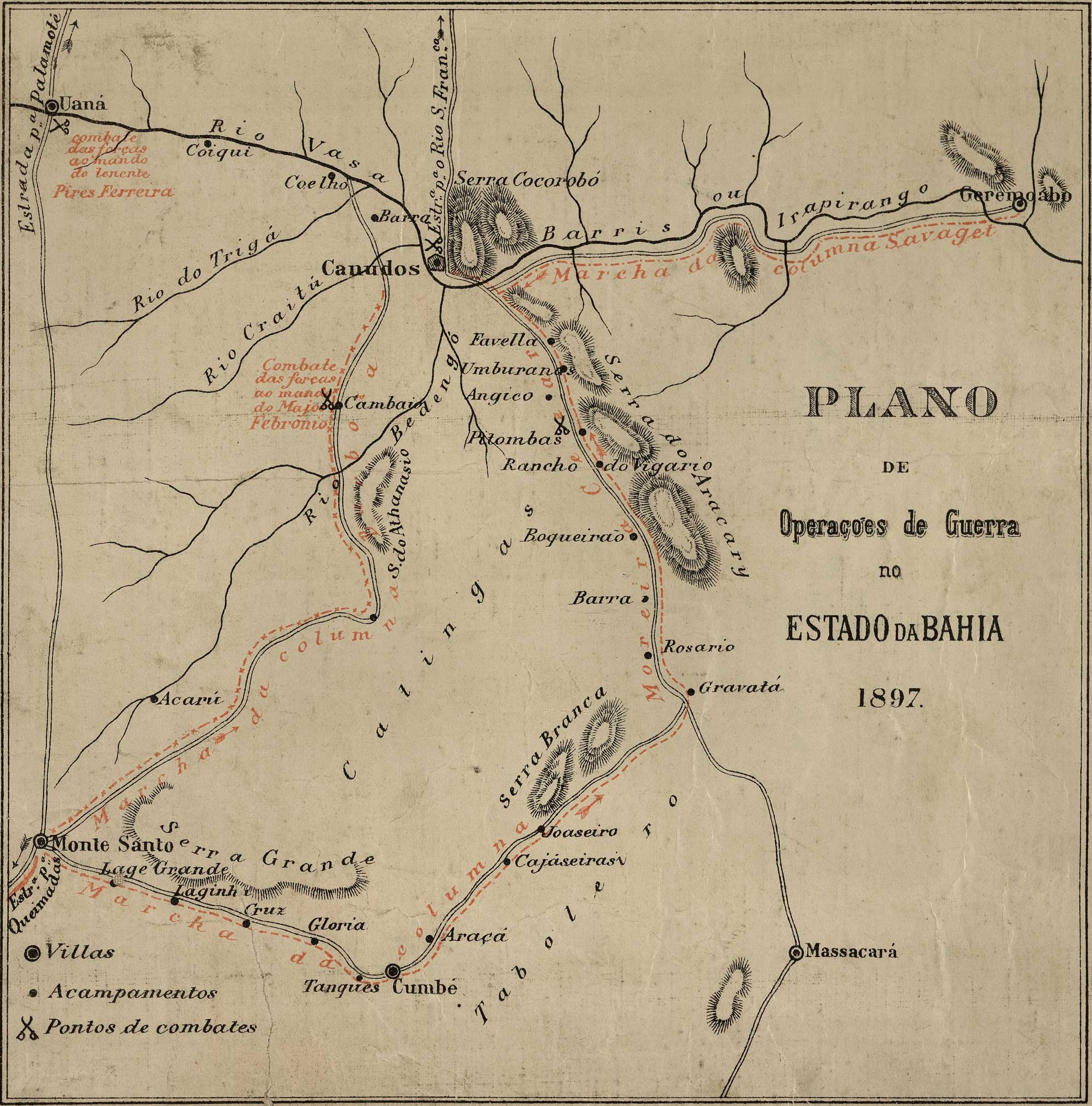
Operazioni di guerra nello Stato di Bahia (1897).

La guerra di Canudos è la guerra che si combatté fra l'esercito brasiliano e gli abitanti dell'insediamento di Canudos, nello Stato di Bahia, che costituivano una comunità religiosa facente capo ad Antônio Conselheiro e che rifiutavano l'autorità della appena sorta Repubblica Brasiliana.
Ebbe luogo nel periodo compreso fra il 1896 e il 1897, sviluppandosi in quattro diverse fasi corrispondenti alle spedizioni militari inviate in successione dalle autorità civili per venire a capo dell'insurrezione. Dopo la sconfitta delle due piccole missioni iniziali del tenente Pires Ferreira e del maggiore Febrônio de Brito, facilmente respinte dai ribelli, la terza spedizione, guidata da un eroe nazionale, il colonnello Antônio Moreira César, giunse fino a Canudos ma venne a sua volta battuta e costretta ad una disastrosa ritirata; il colonnello Moreira César rimase ucciso sul campo. La quarta spedizione, molto più numerosa e guidata dal generale Arthur Oscar de Andrade Guimarães, riuscì finalmente, dopo aspra lotta e con l'intervento di rinforzi e del ministro della Guerra in persona, generale Carlos Machado de Bittencourt, ad avere la meglio e a schiacciare brutalmente la ribellione.
La guerra di Canudos fu narrata dallo scrittore e ingegnere brasiliano Euclides da Cunha nel libro Os Sertões nel 1902, dallo scrittore ungherese Sándor Márai in Ítélet Canudosban del 1970, non tradotto in italiano, e dallo scrittore peruviano Mario Vargas Llosa ne La guerra della fine del mondo del 1981. È altresì ricordata nel film Il dio nero e il diavolo biondo (1964) di Glauber Rocha.